# Elbe-Weser Welten
Die Elbe-Weser Welten gGmbH (EWW) ist ein soziales Dienstleistungsunternehmen mit Sitz in Bremerhaven, Deutschland.
Es wurde gegründet, um Menschen mit Behinderungen eine sinnvolle Beschäftigung und Integration in die Arbeitswelt zu ermöglichen. EWW bietet eine Vielzahl von Dienstleistungen und Produkten an, darunter die Herstellung von Fruchtaufstrichen, Chutneys und anderen Lebensmitteln, die unter dem eigenen Label Küstenschlemmerei sowie für Kunden unter deren eigenen Marken produziert werden.

## Geschichte
Elbe-Weser Welten wurde 1974 mit dem Ziel gegründet, Menschen mit Behinderungen in den Arbeitsmarkt zu integrieren. Als anerkannte Werkstatt für behinderte Menschen arbeitet EWW nach den Prinzipien der Inklusion und der sozialen Verantwortung. Das Unternehmen bietet nicht nur Arbeitsplätze für Menschen mit Behinderungen, sondern engagiert sich auch in der beruflichen und sozialen Förderung seiner Mitarbeiter.

## Dienstleistungen und Produkte
EWW bietet eine breite Palette von Dienstleistungen, die sowohl für private als auch für gewerbliche Kunden verfügbar sind. Zu den Kernbereichen gehören:
- Fruchtaufstriche und Chutneys: EWW produziert eine Vielzahl von Fruchtaufstrichen und Chutneys, die sowohl unter dem eigenen Label Küstenschlemmerei als auch im Auftrag anderer Unternehmen produziert werden.
- Beratung und Unterstützung: Das Unternehmen bietet auch Beratungsdienste für barrierefreie Kommunikation und die Umsetzung von Inklusionsprojekten.
- Druck von barrierefreien Materialien: Ein weiteres Dienstleistungsangebot umfasst den Druck von barrierefreien Materialien, die eine inklusive Kommunikation ermöglichen.

## Standorte und Mitarbeiter
Das Unternehmen verfügt über mehr als 20 Standorte in Bremerhaven und im Landkreis Cuxhaven. Es beschäftigt rund 430 hauptamtliche Mitarbeiter und nimmt jährlich etwa 25 Freiwilligendienstleistende auf.

## Struktur und Gesellschafter
EWW wird von zwei gleichberechtigten Gesellschaftern getragen:
- Behinderteneinrichtung Bremerhaven e. V.
- Kreisvereinigung Wesermünde der Lebenshilfe e. V.

## Angebote und Leistungen
EWW bietet ein breites Spektrum an Dienstleistungen und Betreuungsangeboten:
- Arbeit und Bildung: Über 650 Beschäftigte und Teilnehmer nutzen anerkannte Werkstätten für Menschen mit Behinderung nach §225 SGB IX. Zudem werden 50 ausgelagerte Arbeitsplätze und Praktika angeboten.
- Wohnen: 225 Nutzer profitieren von differenzierten Wohn- und Betreuungsangeboten.
- Kita und Schulassistenz: In der integrativen Kita Nimmerland werden ca. 90 Kinder betreut. Zudem sind 100 Schulassistenzen in 24 Schulen in Bremerhaven tätig.
- Integrationsfachdienst: Über 500 Klienten und Betriebe nutzen jährlich die verschiedenen Angebote des Integrationsfachdienstes.

## Philosophie und Werte
Elbe-Weser Welten verfolgt das Ziel, die Integration von Menschen mit Behinderungen in den Arbeitsmarkt zu fördern und ihnen die Möglichkeit zu geben, am gesellschaftlichen Leben teilzuhaben. Dabei legt das Unternehmen großen Wert auf Qualität, Empathie und die Verwirklichung von inklusiven Arbeitsplätzen. Die Mitarbeitenden von EWW werden in ihrer Entwicklung und ihrem Potenzial unterstützt, um ihre Fähigkeiten und Talente bestmöglich einzubringen.

## Auszeichnungen und Zertifikate
Elbe-Weser Welten ist nach der AZAV zertifiziert und bietet Arbeitsplätze in einer anerkannten Werkstatt für behinderte Menschen an.